# 北條勇作
北條 勇作（ほうじょう ゆうさく、1947年 - ）は、日本の経済学者。専門分野は経済地理学。高崎経済大学経済学部名誉教授。愛媛県生まれ。

## 学歴
- 1971年3月-  高崎経済大学経済学部経済学科卒業[1]
- 1974年3月 - 早稲田大学大学院経済学研究科理論経済学・経済史専攻修士課程修了（経済学修士）
- 1978年3月 - 青山学院大学大学院経済学研究科経済政策専攻博士課程単位取得退学

## 職歴
- 1979年4月 - 高崎経済大学経済学部専任講師[1]
- 1980年4月 - 高崎経済大学経済学部助教授[1]
- 1991年4月 - 高崎経済大学経済学部教授[1]
- 1996年2月 - 高崎経済大学就職委員長（1998年3月迄）
- 1998年4月 - 高崎経済大学経済学科長（2000年3月迄）
- 2013年 定年退官[1]

## 著書

### 単著
- 『シュムペーター経済学の研究』多賀出版、1983年10月。ISBN 978-4-8115-1098-9。
- 『経済地理学　経済立地論の視点から』多賀出版、1995年6月。ISBN 978-4-8115-3891-4。
- 『経済学の一方向　経済地理学の視点から』多賀出版、1998年1月。ISBN 978-4-8115-4811-1。

### 共著
- 高崎経済大学産業研究所編『新高崎市の諸相と地域的課題』2012年5月。ISBN 978-4-8188-2212-2。

## 論文
- Cinii